# Антолиз

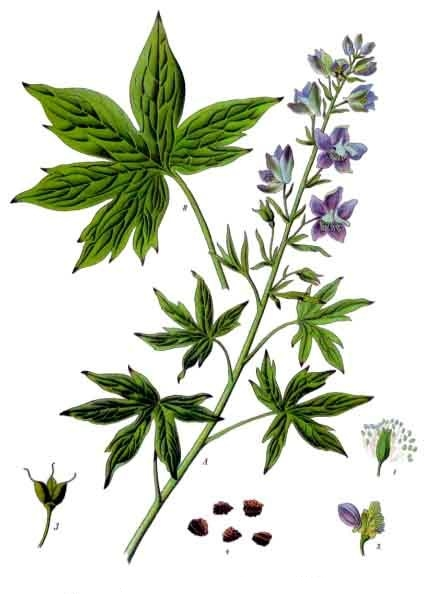
Развитие цветков из листьев у дельфиниума

Антолиз (от греч. ánthos — цветок и lýsis — разрушение, растворение) — патология процесса «разрешения цветка», часто сопровождает явление махровости. В махровых цветках увеличиваются в числе лепестки, тычинки, а иногда и пестики; при этом происходят характерные превращения одних частей в другие, что позволяет выяснить морфологическое значение каждой части и их происхождение. 

## Описание и примеры
Тычинки чаще всего превращаются (все или только наружные) в лепестки, реже в пестики. Эти последние нередко остаются несомкнутыми, превращаясь в типичные, часто зелёные, листочки. Все это служит доказательством того, что как пестики, так и тычинки являются видоизменёнными листьями. При антолизе ось цветка удлиняется, а все остальные его части раздвигаются и превращаются в зелёные листочки, что можно наблюдать, например, у живокости. Антолиз является важным доказательством эволюции вообще, так как показывает, что современные части цветка развились из видоизменённых листьев. Антолиз как патологию изучает также наука об уродствах (тератология).